# Radlin (Sainte-Croix)
Pour les articles homonymes, voir Radlin (homonymie).
Radlin est une localité polonaise de la gmina de Górno, située dans le powiat de Kielce en voïvodie de Sainte-Croix.